# Indijska plošča
Indijska plošča je manjša tektonska plošča, ki prečka ekvator na vzhodni polobli. Indijska plošča, ki je bila prvotno del starodavne celine Gondvane, se je pred 100 milijoni let odcepila od drugih fragmentov Gondvane, začela premikati proti severu in s seboj ponesla otoško Indijo. Nekoč je bila zlita s sosednjo Avstralsko ploščo v enotno Indo-avstralsko ploščo, nedavne študije pa kažejo, da sta bili Indija in Avstralija ločeni plošči vsaj 3 milijone let in verjetno še dlje. Indijska plošča vključuje večino moderne južne Azije (Indijska podcelina) in del bazena pod Indijskim oceanom, vključno z deli južne Kitajske in zahodne Indonezije, in se razteza do, vendar ne vključuje Ladaka, Kohistana in Beludžistan.

## Premiki plošč
Do pred približno 140 milijoni let je bila Indijska plošča del superkontinenta Gondvana skupaj s sodobno Afriko, Avstralijo, Antarktiko in Južno Ameriko. Gondvana je razpadla, ko so se te celine oddaljevale z različnimi hitrostmi, kar je privedlo do odprtja Indijskega oceana.
V pozni kredi, pred približno 100 milijoni let in po odcepitvi Madagaskarja in Indije od Gondvane, se je Indijska plošča odcepila od Madagaskarja in oblikovala otoško Indijo. Začela se je pomikati proti severu s približno 20 cm na leto in domneva se, da je trčila z Azijo že pred 55 milijoni let v eocenski dobi kenozoika. Vendar pa nekateri avtorji menijo, da je do trka med Indijo in Evrazijo prišlo veliko pozneje, pred približno 35 milijoni let. Če bi do trka prišlo med 55 in 50 mio leti, bi Indijska plošča prepotovala razdaljo od 3000 do 2000 km in se gibala hitreje kot katera koli druga znana plošča. Leta 2012 so bili paleomagnetni podatki iz širše Himalaje uporabljeni za predlaganje dveh trkov za uskladitev neskladja med količino skrajšanja skorje v Himalaji (~1300 km) in količino konvergence med Indijo in Azijo (~3600 km). Ti avtorji predlagajo celinski fragment severne Gondvane, ki je bil razcepljen iz Indije, potoval proti severu in sprožil »mehko trčenje« med širšo Himalajo in Azijo pri približno 50 mio. Temu je sledilo »težko trčenje« med Indijo in Azijo, ki se je zgodilo približno 25 mio. Subdukcija nastalega oceanskega bazena, ki je nastal med Velikim himalajskim fragmentom in Indijo, pojasnjuje očitno neskladje med ocenami skrajšanja skorje v Himalaji in paleomagnetnimi podatki iz Indije in Azije. Vendar pa predlagani oceanski bazen ni bil omejen s paleomagnetnimi podatki iz ključnega časovnega intervala od ~120 Mya do ~60 Mya. Novi paleomagnetni rezultati tega kritičnega časovnega intervala iz južnega Tibeta ne podpirajo te hipoteze o velikem bazenu Indijskega oceana in povezanega modela dvojnega trka.
Leta 2007 so nemški geologi predlagali, da se je indijska plošča tako hitro premaknila, da je le polovica debelejša (100 km) kot druge plošče, ki so prej sestavljale Gondvano. Plašč, ki je nekoč razbil Gondvano, je morda stopil tudi spodnji del indijske podceline, kar ji je omogočilo, da se je premikala hitreje in dlje kot drugi deli. Ostanki tega oblaka danes tvorijo vročo točko Marion (Otoki princa Edvarda), vročo točko Kerguelen in vroče točke Réunion. Ko se je Indija pomikala proti severu, je možno, da se je debelina Indijske plošče še poslabšala, ko je šla čez žarišča in magmatske ekstruzije, povezane s pastmi Dekan in Radžmahal. Ogromne količine vulkanskih plinov, ki se sproščajo med prehodom Indijske plošče čez žarišča, naj bi igrale vlogo pri izumrtju v obdobju krede–paleogena, ki naj bi bil posledica velikega trka asteroida.
Leta 2020 so geologi z Univerze v Oxfordu in Inštituta Alfreda Wegenerja ugotovili, da novi modeli gibanja plošč kažejo povečane hitrosti gibanja v vseh srednjeoceanskih grebenih v pozni kredi, kar je rezultat, ki ni združljiv s sedanjimi teorijami o tektoniki plošč in zavrača hipoteze o potisku plašča. Pérez-Díaz zaključuje, da je pospešeno gibanje Indijske plošče iluzija, ki jo povzročajo velike napake v geomagnetnem obratnem času okoli meje krede in paleogena, in da ponovna kalibracija časovne lestvice kaže, da tak pospešek ne obstaja.
Trčenje z Evrazijsko ploščo vzdolž meje med Indijo in Nepalom je oblikovalo orogenski pas, ki je ustvaril Tibetansko planoto in Himalajsko gorovje, ko se je usedlina zbrala kot zemlja pred plugom.
Indijska plošča se trenutno premika proti severovzhodu s hitrostjo 5 cm na leto, medtem ko se Evrazijska plošča premika proti severu s samo 2 cm na leto. Zaradi tega se Evrazijska plošča deformira, Indijska plošča pa se stisne s hitrostjo 4 mm na leto.

## Geografija
Zahodna stran Indijske plošče je transformacijska meja z Arabsko ploščo, imenovana Owenova prelomna cona, in divergentna meja z Afriško ploščo, imenovana Centralni Indijski greben (CIR). Severna stran plošče je konvergentna meja z Evrazijsko ploščo, ki tvori gorovje Himalaja in Hindukuš, imenovano Glavni himalajski nariv.